# Закляття: Наші дні
«Закляття: Наші дні» (англ. The Crucifixion) — британсько-румунський фільм жахів 2017 року, від режисера Ксав'є Жанса.

## Сюжет
П'ятеро священиків католицької церкви провели обряд екзорцизму над черницею. На жаль, вона не змогла пережити це все… Духовенство звинуватили у вбивстві, і одного з них, Отця Дімітру, ув'язнили за скоєне. Розібратися в цій ситуації вирішила молода безстрашна журналістка Ніколь Роулінс. Вона знаходить священика і розпитує його про ті страшні події. Усі думають, що він убив хвору психічно жінку, а він же вірить, що програв битву за черницю справжньому демону. Ніколь хоче зрозуміти, хто ж усе-таки має рацію і чи існує ця демонічна сутність. І якщо так, її потрібно знищити будь-яким способом.

## Акторський склад
| Актор           | Персонаж            |
| --------------- | ------------------- |
| Софі Куксон     | Ніколь Роулінс      |
| Корнеліу Улч    | Отець Антон         |
| Бріттані Ешворт | Вадува (вдова)      |
| Метью Заяц      | Бішоп Горнік        |
| Діана Владу     | Черниця-екзорцистка |
| Флоріан Войку   | Тавіан              |
| Хав'єр Ботет    | Безликий            |
| Алексіс Родні   | Філіп               |

## Цікаві факти
- Зйомки фільму «Закляття: Наші дні» проходили у Бухаресті та Сігішоарі (Румунія).
- Для режисера Ксавьєра Генса кінострічка стала другим фільмом жахів за 2017 рік після стрічки «Атлантида».
- Сценарій написали брати Чад і Кері Хейєс, автори таких успішних хоррорів про екзорцизм як «Закляття» (2013) і «Закляття 2» (2016).[1]